# Медаль «За військову доблесть» (Російська Федерація)
Медаль «За військову доблесть» — відомча нагорода Міністерства оборони Російської Федерації, заснована наказом Міністра оборони Російської Федерації № 608 від 22 грудня 1999 року.

## Правила нагородження та носіння
Відповідно до Положення, медаллю «За військову доблесть» нагороджуються військовослужбовці Збройних Сил Російської Федерації:
- за відмінні показники у бойовій підготовці, польовому (повітряному, морському) вишколі;
- за особливі здобутки при несенні бойової служби та бойового чергування на навчаннях та маневрах;
- за відвагу, самовідданість та інші заслуги, виявлені у виконанні військового обов'язку.

Медаллю можуть нагороджуватися військовослужбовці інших військ, військових формувань та органів, де передбачена військова служба, а також військовослужбовці збройних сил іноземних держав, які сприяють вирішенню завдань, покладених на Збройні сили Російської Федерації.
Нагородження медаллю відбувається наказом Міністра оборони РФ. Можливе повторне нагородження медаллю. Посмертне нагородження не передбачене.
Медаль носиться на лівому боці грудей і розташовується після державних нагород Російської Федерації відповідно до правил носіння військової форми одягу.

## Опис медалі
Медаль І ступеня виготовляється з томпаку, ІІ ступеня — з нейзильберу; має форму кола діаметром 32 мм з опуклим бортиком з обох боків. На лицьовій стороні медалі у центрі — рельєфне зображення штандарту Міністра оборони Російської Федерації, обрамленого дубовим вінком. На зворотному боці медалі рельєфний напис: у центрі у два рядки: «ЗА ВОИНСКУЮ ДОБЛЕСТЬ», по колу у верхній частині — «МИНИСТЕРСТВО ОБОРОНЫ», у нижній частині — «РОССИЙСЬКОЙ ФЕДЕРАЦИИ».
Медаль за допомогою вушка та кільця з'єднується з п'ятикутною колодкою, обтягнутою шовковою муаровою стрічкою шириною 24 мм. З правого краю стрічки помаранчева смуга шириною 10 мм облямована чорною смугою шириною 2 мм, ліворуч — червона смуга шириною 12 мм, посередині якої для медалі І ступеня — біла смуга шириною 2 мм, ІІ ступеня — дві білі смуги шириною 1 мм на відстані 2 мм один від одного.
Раніше медалі складалися з двох деталей: безпосередньо медаль і штандарт Міністра оборони Російської Федерації, який жорстко кріпився до медалі клепками. Кольори штандарту виготовлялися з емалей, що сколювалися при ударі. Потім медаль стали виготовляти як єдину деталь, і кольори штандарту наносилися спеціальною емалевою фарбою, чим була забезпечена її підвищена стійкість до пошкоджень.

## Заохочення
Відповідно до наказу Міністра оборони Російської Федерації від 20 травня 2010 року № 500 «Про одноразове заохочення окремих категорій військовослужбовців та осіб цивільного персоналу Збройних Сил Російської Федерації», військовослужбовцям, які проходять військову службу за контрактом у Збройних силах Російської Федерації. При нагородженні медаллю «За військову звитягу» виплачувалося одноразове грошове заохочення у вигляді 75 % посадового окладу.
Відповідно до пункту 3 вищевказаного наказу, виплата одноразового заохочення здійснювалася на підставі наказу командира (начальника) органу військового управління, з'єднання, військової частини, організації ЗС Росії або військового комісара, що видається у триденний термін з дня надходження відповідного наказу (витягу з наказу) Міністра оборони Російської Федерації.
У грудні 2014 року цей наказ втратив чинність.
Наказом Міністра оборони Російської Федерації від 9 жовтня 2014 № 725 дсп встановлено Правила виплати щомісячної надбавки за особливі досягнення у службі військовослужбовцям Збройних Сил Російської Федерації, що проходять військову службу за контрактом. Цей наказ набув чинності 14 листопада 2014 року. Підпунктом 6 пункту 2 цих правил визначено, що за нагородження медаллю «За військову доблесть» ІІ ступеня щомісячна надбавка виплачується у розмірі 10 %, а І ступеня — у розмірі 20 %. Надбавка виплачується протягом року з дня видання наказу Міністра оборони Російської Федерації про нагородження цієї медаллю.
Відповідно до Федерального закону РФ «Про ветеранів» та прийнятих у його доповнення підзаконних актах, нагородження медаллю «За військову доблесть» за наявності відповідного трудового стажу або вислуги років дає право на присвоєння нагородженому званню «ветеран праці».